# Petits contes de printemps
 (mai 2019).
Petits contes de printemps  (Eijitsu shōhin - 永日小品) est un recueil de textes de Natsume Sōseki publiés pour la première fois en 1909 dans un journal sous la forme d'un feuilleton.

## Contenu
Les 25 textes qui constituent le recueil Petits contes de printemps ont été écrits par Sôseki entre le 1er janvier 1909 et le 12 mars 1909. Ils sont comme des feuillets arrachés au journal intime de l'écrivain. Sôseki y évoque pêle-mêle les joies et les tracasseries domestiques, des souvenirs remontant à son séjour à Londres au début du XXe siècle ou les nombreuses visites qu'il reçoit en tant qu'écrivain reconnu.

### Sommaire
- Jour de l'an : où l'écrivain est prié de chanter un nô avec son ami Kyoshi Takahama.
- Le serpent : où il l'on pêche sous la pluie.
- Le voleur : où l'auteur est victime d'un cambriolage.
- Le kaki : où une petite fille lie connaissance.
- Le brasero : où le froid règne.
- La pension : où l'auteur se souvient de son premier logement londonien.
- L'odeur du passé : où deux Japonais font connaissance à Londres.
- La tombe du chat : où le chat de la maison finit ses jours.
- Un doux rêve : où l'auteur nous fait pénétrer dans le théâtre Her Majesty's.
- Impressions : où la topographie londonienne est discutée.
- L'être humain : où l'on se réjouit d'une nouvelle histoire à raconter.
- Le faisan : où un étudiant pauvre fait de curieux présents.
- Monna Lisa : où Léonard de Vinci est un inconnu.
- L'incendie : où l'on cherche le feu.
- Brouillard : où l'on patauge.
- Le kakémono : où des dragées sont offertes.
- Le 11 février : où la subtilité des kanjis tient le premier rôle.
- Une bonne affaire : où un capitaliste monologue.
- Le cortège : où des haori sont mis à contribution.
- Autrefois : où le kilt est un « hakama à l'ancienne qui n'a pas honte de dévoiler la chair »[1].
- La voix : où des chrysanthèmes sont nécessaires.
- L'argent : où l'argent n'a pas d'odeur mais devrait avoir des couleurs.
- Les replis du cœur : où l'oiseau...
- Changements : où le critique Matthew Arnold est évoqué.
- Le professeur Craig : où le célèbre spécialiste de Shakespeare William James Craig fait une apparition remarquée.

## Commentaire
Dans un ouvrage paru plus tardivement, en 1915, intitulé A travers la vitre et traduit par René de Ceccatty et Ryôji Nakamura, Sôseki expliquait ainsi son projet : « Je vais aborder des sujets si ténus que je dois bien être le seul à m'y intéresser » . C'est cette attention à chaque chose, à chaque instant, dans une absence de jugement particulièrement frappante et reposante, qui fait toute la beauté des scènes et des souvenirs ici relatés.